# Reiherstiegwettern
El Reiherstiegwettern (en baix alemany Reigerstiegwettern) també anomenat Kleiner Kanal (petit canal) és un wettern a Wilhelmsburg a l'estat d'Hamburg a Alemanya. Neix al carrer Bei der Wollkämmerei i desemboca al canal Ernst August, a la frontera de l'antic port franc a prop del port Spreehafen. Corre gairebé paral·lelment entre el canal Vering amb el qual està connectat a prop del centre cultural Honigfabrik i el Reiherstieg, un braç navegable de l'Elba, del qual prové el seu nom. Està força estanyat i la qualitat de l'aigua queda mitjana.

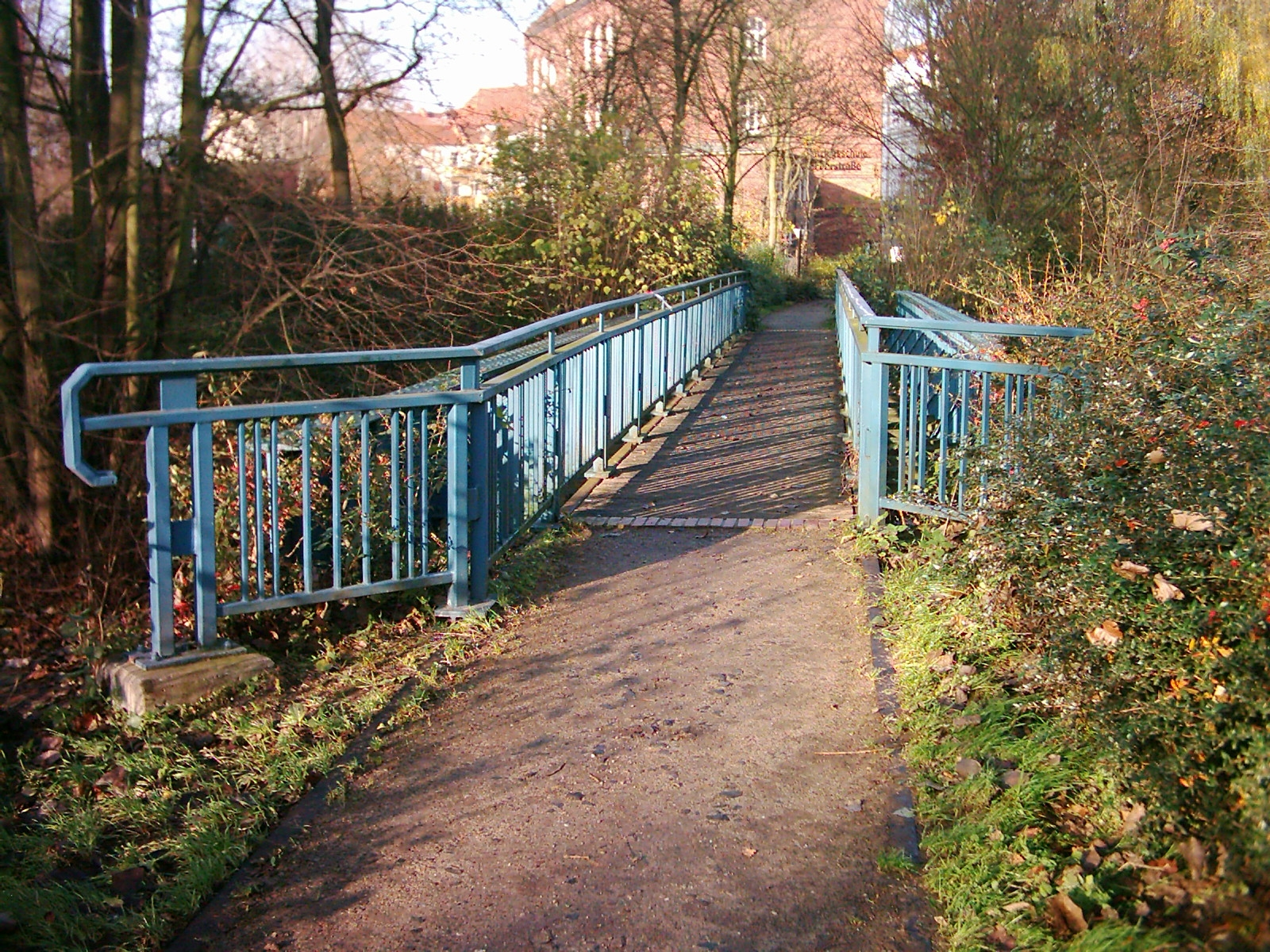
Pont de l'antic ferrocarril del port o Hafenbahn
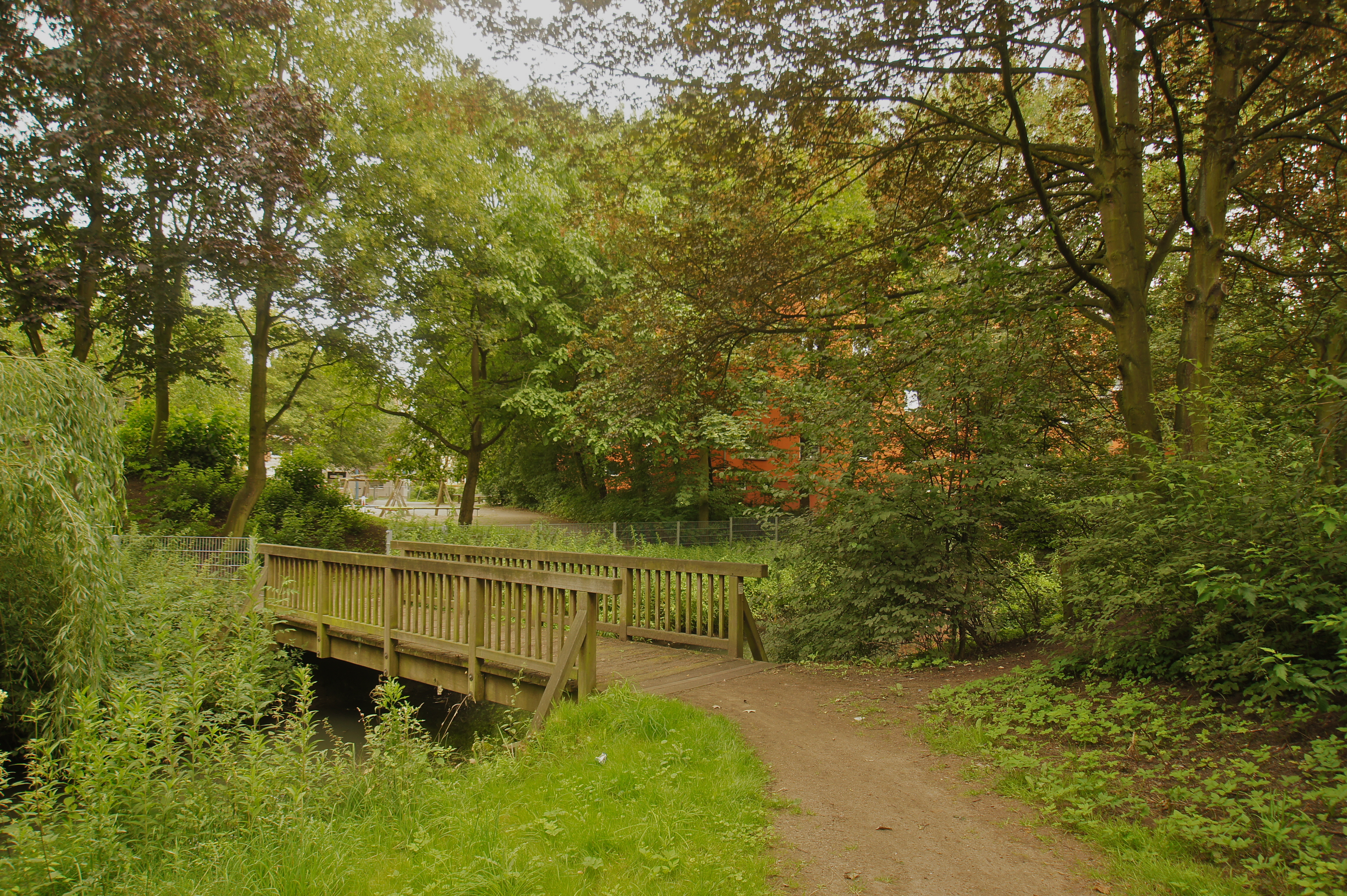
Pont per a vianants
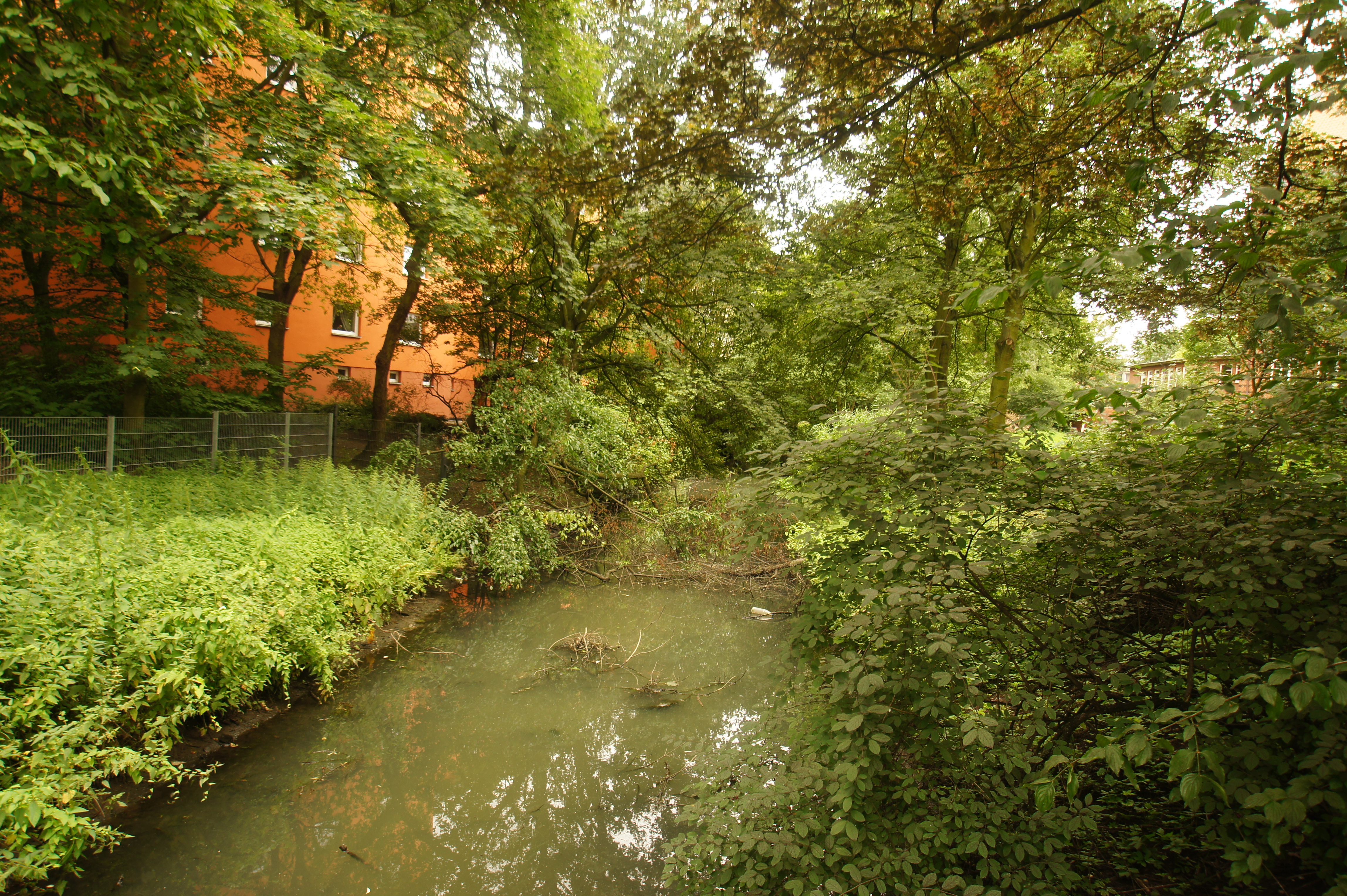
El wettern força enllotat
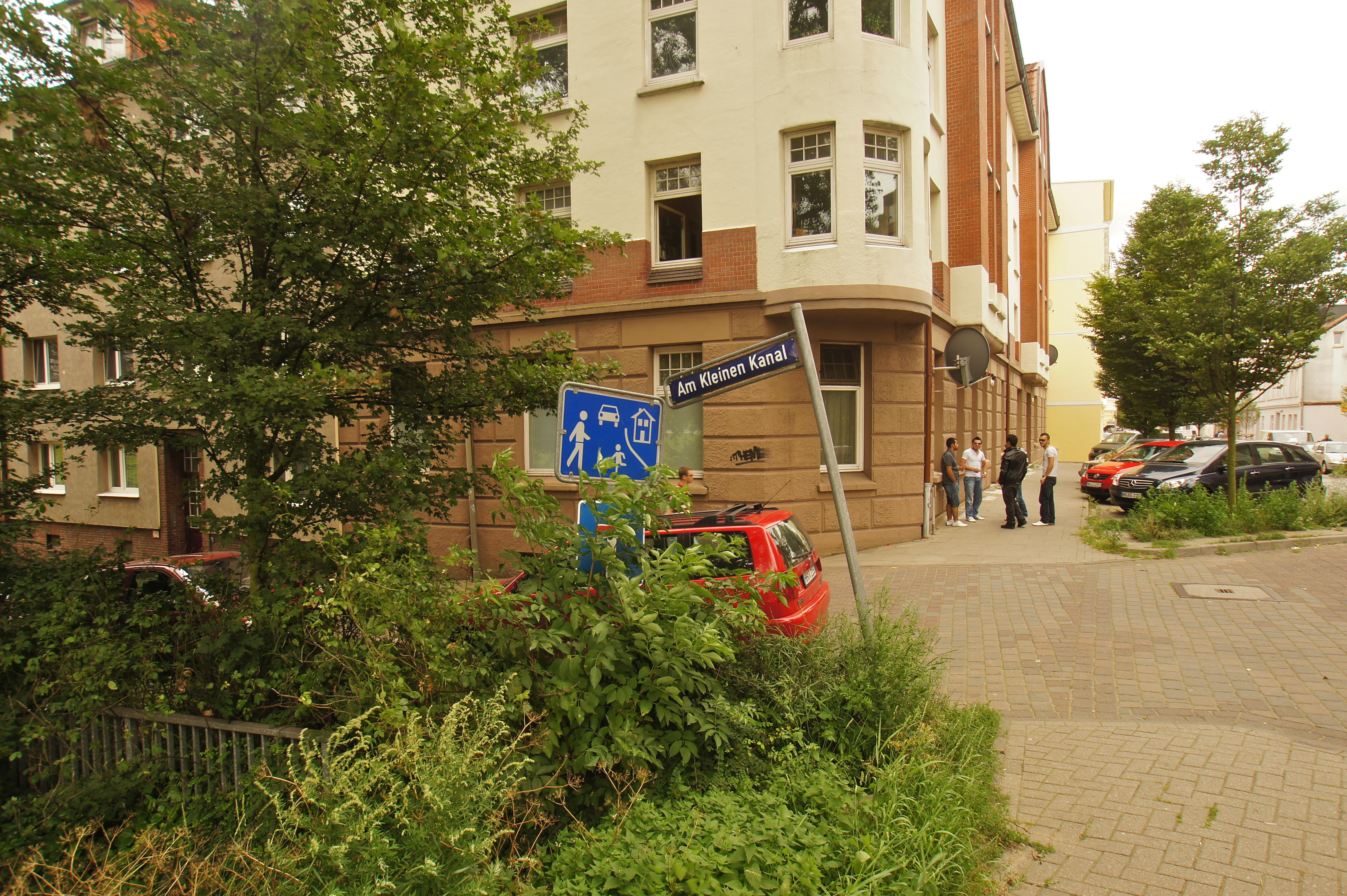
A prop del petit canal (Beim kleinen Kanal)
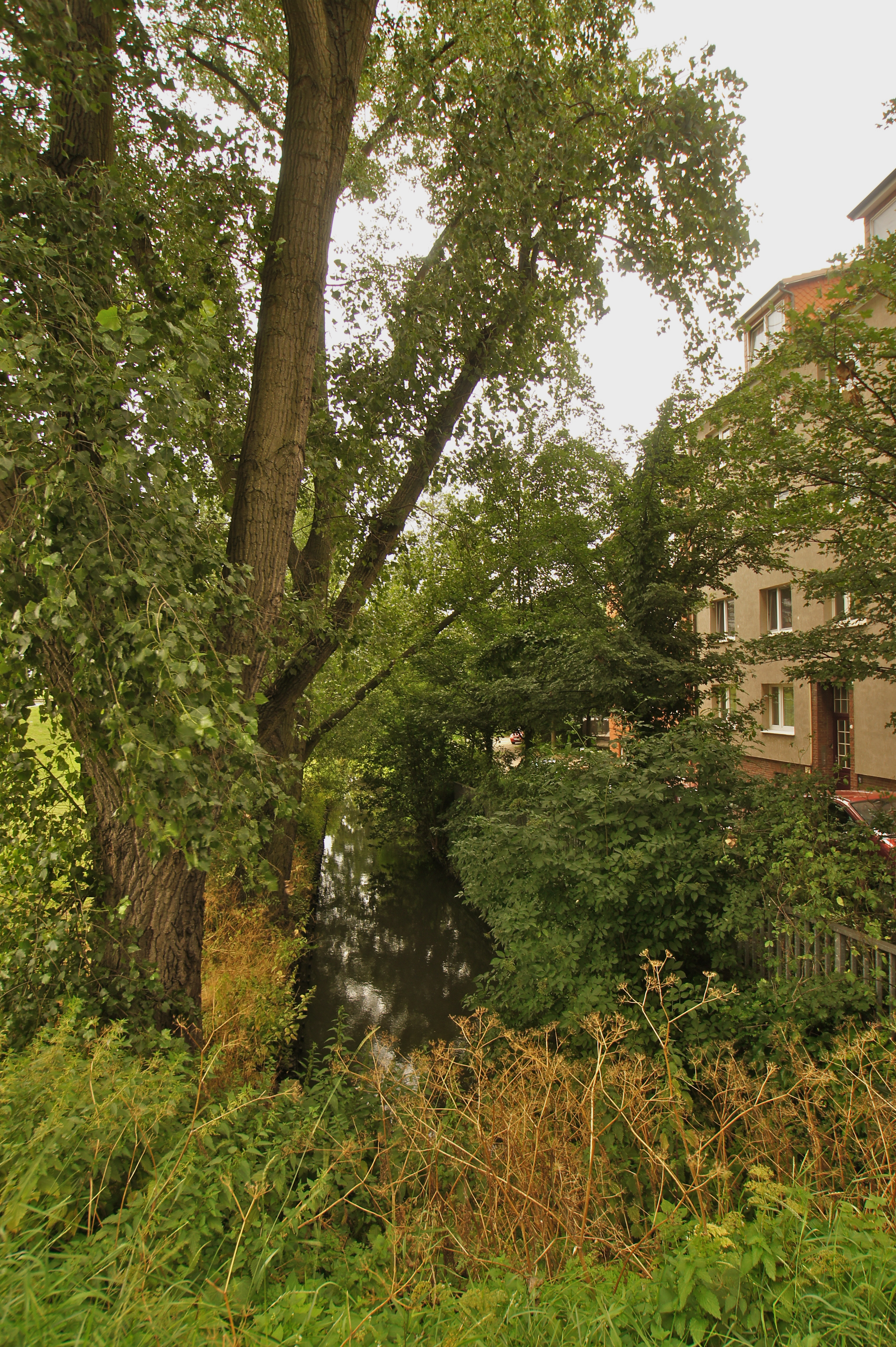
El petit canal